# The Ancient Art of War
The Ancient Art of War (в переводе с англ. — «Древнее искусство войны» — отсылка к трактату Сунь-цзы «Искусство войны») — компьютерная игра, разработанная Evryware и изданная Brøderbund в 1984 году. В ретроспективе, как правило, признаётся одной из первых стратегий в реальном времени или игрой с режимом тактики в реальном времени.

## Обзор
Цель игры состоит в том, чтобы выиграть серию боев. Игроку доступны три вида войск: рыцари, лучники и варвары. В игре используется баланс типа «Камень, ножницы, бумага»: рыцари бьют варваров в ближнем бою; варвары имеют преимущество над лучниками, а лучники имеют преимущество над рыцарями, и в дополнение к тому эффективны при защите от попыток штурма форта.
В начале игры игрок имеет возможность выбрать кампанию. Кампании включают в себя битвы и «захват флага», а местность и начальное расположение персонажей зависит от различных стратегических вариантов игры. Расширенные наборы правил, такие как Подготовка новых юнитов и Длина линии снабжения, позволяют более точно настраивать игру. Игрок также может выбрать один из нескольких вариантов искусственного интеллекта (противника), представленных в виде различных исторических фигур, таких как Джеронимо и Наполеон. Сунь-цзы представляет собой наиболее сложный уровень. Эти параметры влияют как на поведение искусственного интеллекта, так и на определённые характеристики, такие как скорость, с которой вражеские юниты перемещаются через труднопроходимые местности.
В игре отсутствуют элементы экономического управления (добыча, сбор и строительство), которые позже стали общей чертой стратегий в реальном времени.

### Тактика
Каждая миссия разворачивается на карте, содержащей крепости, города, особенности местности (мосты, горы, леса и т. д.), а также отряды. Отряды могут содержать до 14 юнитов, состоящих из любой комбинации из четырёх типов. Отряд движется со скоростью самой медленной единицы (варвары быстрее, чем лучники, которые, в свою очередь, быстрее, чем рыцари), так что отряд варваров будет двигаться быстрее, чем смешанные команды. Это важно в «гонке за флаг», где основную часть составляют небоевые сценарии, и где игрок должен соревноваться за захват флага с противником, имеющим существенное численное превосходство.
Отряды, которые теряют юнитов, должны ждать подкрепления от другого отряда. Во многих кампаниях отряды с менее чем 14 юнитами могут получить случайные подкрепления от ждущих у форта.
Когда два враждующих отряда встречаются на игровом поле, начинается бой. При отсутствии действий со стороны игрока компьютер автоматически определяет исход битвы. С другой стороны, игрок может использовать ручной режим, чтобы определить результат боя сразу же, получив ограниченную команду из солдат в бою. Формирование может быть использовано, чтобы воспользоваться частями отряда. Например, все лучники отряда могут быть размещены в тылу, в то время как варвары могут образовывать линию фронта.
Формирование затронет только тактические сражения, и только целые отряды находятся на стратегической карте, а не отдельные солдаты.
Ряд факторов влияет на исход сражения, и выводит игру за рамки простой стратегии «Камень, ножницы, бумага». Голод, расстояние, рельеф местности и мораль — все это влияет на эффективность отрядов. Когда войска идут полным ходом, или пересекают горы, вражеский отряд может застать их слишком усталыми, чтобы бороться. Кроме того, даже у победителей в битве происходит небольшое снижение готовности отряда. Войска в очень плохом состоянии будут бороться плохо, могут отступить без приказа или сдаться, даже имея существенный перевес. Голод был смоделирован посредством значения «питание», которое относится к каждой отдельной команде; села и форты постепенно пополняют питание соседних дружественных отрядов. Отряд, который был вне поставки, потеряет мораль и может быть легко уничтожен.

## Редактирование
Игра позволяет игрокам создавать свои собственные карты, отряды и миссии.

## Отзывы
В обзоре журнала Computer Gaming World (CGW) The Ancient Art of War была оценена как большая карточная игра, хотя игра не имела цели быть таковой.

## Наследие
Несмотря на игру Stonkers для ZX Spectrum, которая была опубликована годом ранее, The Ancient Art of War, как правило, признают одной из первых стратегий в реальном времени или игрой с режимом тактики в реальном времени. Этот жанр стал очень популярным десять лет спустя с выходом таких игр, как Dune II и Warcraft. Эти игры содержали элементы управления экономикой, добычи ресурсов и строительства.
Игра породила два продолжения: The Ancient Art of War at Sea (Древнее искусство войны на море) и The Ancient Art of War in the Skies (Древнее искусство войны в небе).